# Іскаково
Іска́ково (рос. Искаково, башк. Исҡаҡ) — присілок у складі Абзеліловського району Башкортостану, Росія. Входить до складу Бурангуловської сільської ради.
Населення — 178 осіб (2010; 177 в 2002).
Національний склад:
- башкири — 99%